# Cristian Albizures
Cristian Albizures (Guatemala; 6 de febrero de 1995) es un futbolista que actualmente milita en el club Coban Imperial de la Liga Nacional de Guatemala.

## Clubes
| Club                   | País      | Año           |
| ---------------------- | --------- | ------------- |
| Deportivo Carchá       | Guatemala | 2016-2017     |
| Xelaju Mario Camposeco | Guatemala | 2017-presente |